# Agnes de Mille

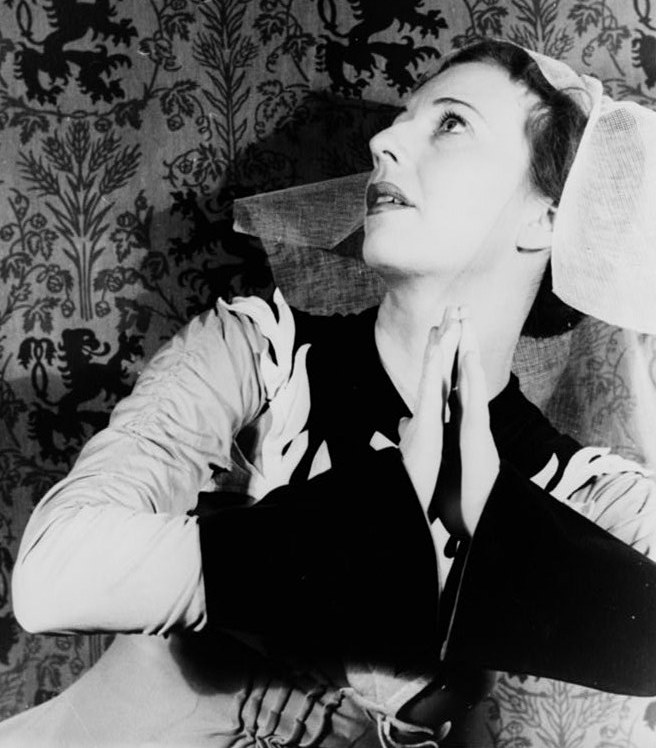
Agnes de Mille (1941)

Agnes George de Mille (* 18. September 1905 in Harlem New York City, New York; † 7. Oktober 1993 ebenda) war eine US-amerikanische Tänzerin und Choreografin.

## Leben
Agnes de Mille war die Tochter des Stummfilmproduzenten William C. de Mille (1878–1955) und seiner Frau Anna Angela George, Tochter von Henry George. Sie war auch die Nichte des erfolgreichen Regisseurs und Produzenten Cecil B. DeMille. Nach Abschluss eines Studiums an der UCLA studierte sie in den 1930er Jahren in London bei Marie Rambert und trat in ihrem Ballet Club auf, bevor sie in die Vereinigten Staaten zurückkehrte. Im Jahre 1936 übernahm sie die Choreographie für den Film Romeo und Julia, in der Regie von George Cukor. Dies führte zu ihrem Beitritt an der American Ballet Theatre am Broadway in New York. In den folgenden Jahren revolutionierte sie das Musiktheater mit ihrer eigenwilligen Choreographie.
Agnes de Mille heiratete am 14. Juni 1943 Walter Foy Prude († 1988), aus der Ehe ging ein Kind hervor. Im Jahr 1975 erlitt sie auf der Bühne ihren ersten Herzinfarkt, erholte sich aber. Später starb sie an den Folgen eines Schlaganfalls.

## Ehrungen, Preise und Mitgliedschaften (Auswahl)
- 1947: Tony Award
- 1982: Aufnahme in die American Academy of Arts and Sciences
- 1986: National Medal of Arts
- 1992: Ehrenmitglied der American Academy of Arts and Letters[1]